# Револвер в лявата ръка
„Револвер в лявата ръка“ (на английски: The Left Handed Gun) е уестърн на режисьора Артър Пен, който излиза на екран през 1958 година.

## Сюжет
Скитникът Уилям Бони, известен като „Били Хлапето“ се сприятелява с едър собственик на добитък на име Джон Тънстол, който е известен като „Англичанинът“. Тънстол е убит от корумпирани съперничещи му говедари, водени от местния шериф във войната в окръг Линкълн. Бони планира да отмъсти за престъплението, като преследва отговорните и ги убива в провокирани престрелки. Неговите насилствени действия застрашават оцелелите му приятели и териториалната амнистия, обявена от губернатора на територия Ню Мексико, Лю Уолъс. Бившият приятел на Били, Пат Гарет става шериф и тръгва да го преследва.
Моултри е прекланящ се на Били спътник, който записва действията на Били, подхранвайки серия от романи, които превръщат Били в легенда. Били е отвратен от измислените за него истории и той отхвърля Моултри. Огорчен, Моултри предава Били на Пат Гарет. В последната престрелка Гарет устройва засада и убива изтощения Били, който се изправя срещу своя враг невъоръжен с надеждата да сложи край на собствения си живот. 

## В ролите
| Актьор              | Роля               |
| ------------------- | ------------------ |
| Пол Нюман           | Били Хлапето       |
| Лита Милан          | Селса              |
| Джон Денър          | Пат Гарет          |
| Хърд Хетфийлд       | Моултри            |
| Джеймс Конгдън      | Чарли Боудре       |
| Джеймс Бест         | Том Фолиард        |
| Колин Кийт-Джонстън | Джон Тънстол       |
| Джон Диъркс         | Александър Максуин |